# Team Tinkoff
Tinkoff (codi d'equip UCI: TNK) fou un equip professional de ciclisme de carretera rus que corria en l'UCI World Tour. Era propietat del rus Oleg Tinkov i entre el 1999 i el març del 2015 fou dirigit per Bjarne Riis, el guanyador de l'edició del 1996 del Tour de França. El patrocinador de l'equip des del 2016 (en solitari) és el banc rus Tinkoff Bank, que succeí en el patrocini al Saxo Bank danès, amb el qual va compartir patrocini durant els anys 2012, 2013, 2014 i 2015.
The team was owned by Russian Oleg Tinkov and, from 1999 until March 2015, was managed by former Tour de France winner Bjarne Riis.
Fundat el 1998 amb el nom de Team Home-Jack & Jones, l'equip s'integrà en la segona divisió del ciclisme professional. Des de l'any 2000 forma part de la primera categoria del ciclisme, amb diferents noms, segons el patrocinador principal: Team Memory Card - Jack & Jones, CSC-WorldOnline, CSC-Tiscali, Team CSC, Team Saxo Bank, Team Saxo Bank - Sungard, novament Team Saxo Bank entre gener i juny del 2012, Team Saxo Bank-Tinkoff Bank a partir del Tour de França de 2012. Seguidament es va anomenar Team Saxo-Tinkoff a partir del 2013 i fins al 2015, i finalment el 2016 és conegut amb el nom de Team Tinkoff
En el palmarès de l'equip hi ha victòries d'etapa i la general de les tres grans voltes. El Giro d'Itàlia de 2006, amb Ivan Basso, el Tour de França de 2008, amb Carlos Sastre i del 2010 amb Andy Schleck, la Volta a Espanya del 2012, amb Alberto Contador i la Volta a Espanya de 2014, novament amb Alberto Contador.
Va desaparèixer al final del 2016.

## Principals victòries

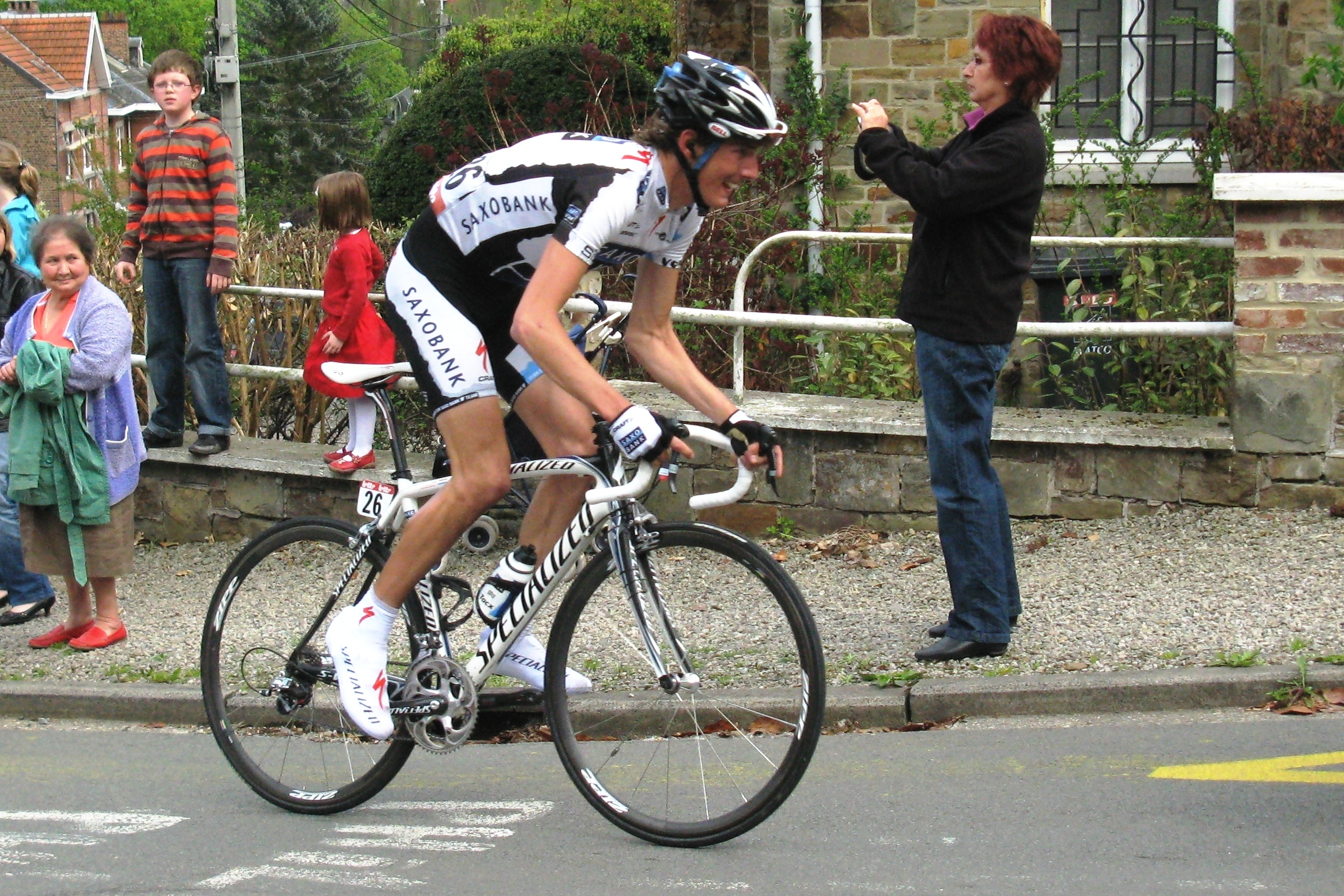
Victòria d'Andy Schleck, en la Lieja-Bastogne-Lieja 2009

### Clàssiques
- Clàssica de Sant Sebastià: 2001 i 2002 (Laurent Jalabert)
- París-Tours: 2002 (Jakob Piil)
- Lieja-Bastogne-Lieja: 2003 (Tyler Hamilton) i 2009 (Andy Schleck)
- Amstel Gold Race: 2006 (Fränk Schleck), 2013 (Roman Kreuziger)
- París-Roubaix: 2006 (Fabian Cancellara), 2007 (Stuart O'Grady) i 2010 (Fabian Cancellara)
- Milà-Sanremo: 2008 (Fabian Cancellara)
- Tour de Flandes: 2010 (Fabian Cancellara), 2011 (Nick Nuyens), 2016 (Peter Sagan)
- Gant-Wevelgem: 2016 (Peter Sagan)

### Curses per etapes

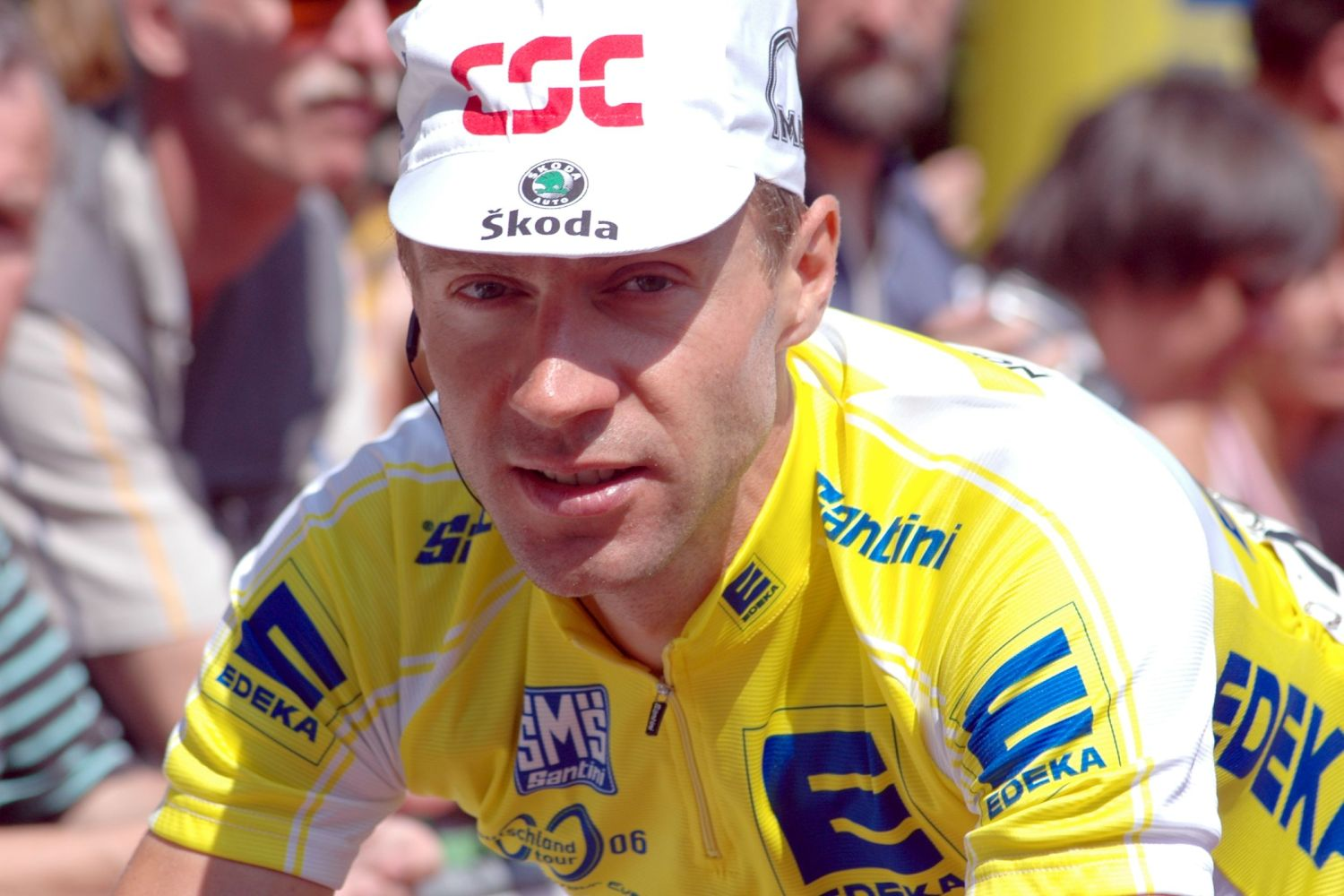
La Volta a Alemanya de 2006 fou guanyada per Jens Voigt.

- París-Niça: 2004 (Jaksche) i 2005 (Julich)
- Tirrena-Adriàtica: 2008 (Cancellara) i 2014 (Alberto Contador)
- Volta a Suïssa: 2009 (Cancellara) i 2010 (Fränk Schleck)
- Tour de Romandia: 2003 (Hamilton)
- Volta a Alemanya: 2006 i 2007 (Voigt)
- Tour del Benelux: 2005 (Julich)
- Volta a Polònia: 2008 (Voigt) i 2014 (Rafał Majka)
- Volta al País Basc: 2014 i 2016 (Alberto Contador)

### Grans voltes
- Tour de França

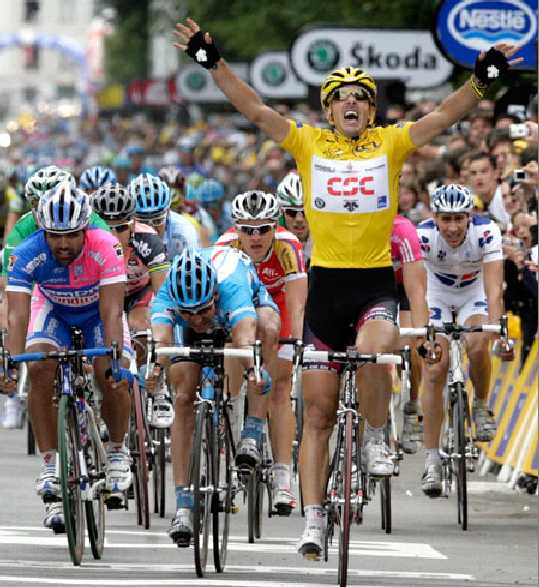
Victòria d'etapa de Fabian Cancellara al Tour de França de 2007

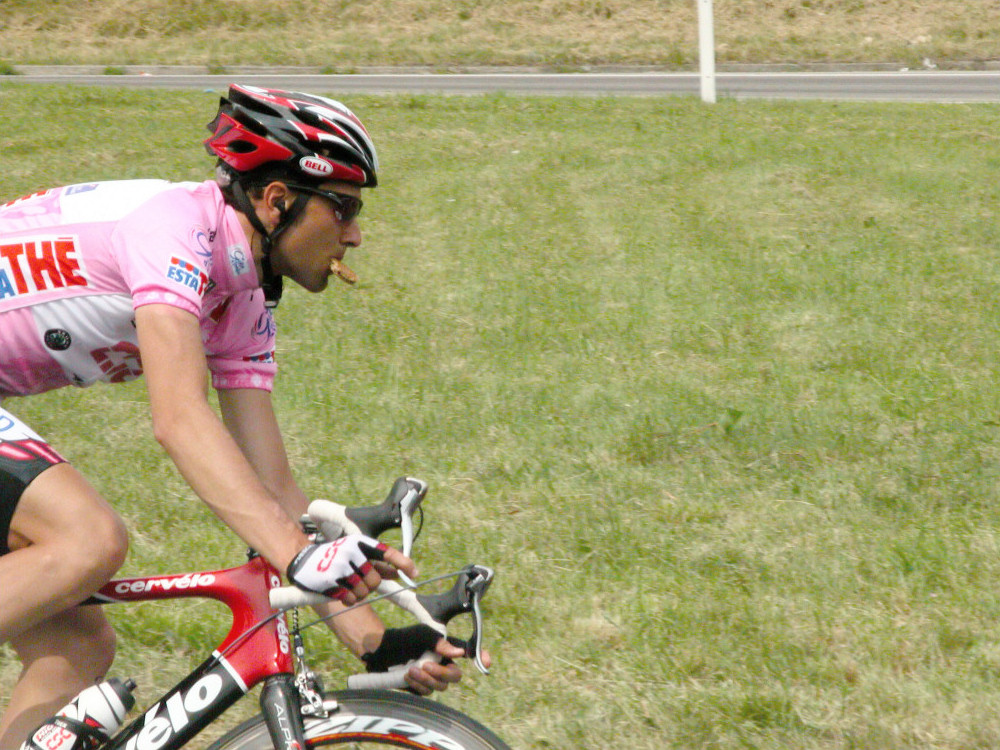
Ivan Basso guanyà el Giro d'Itàlia de 2006.

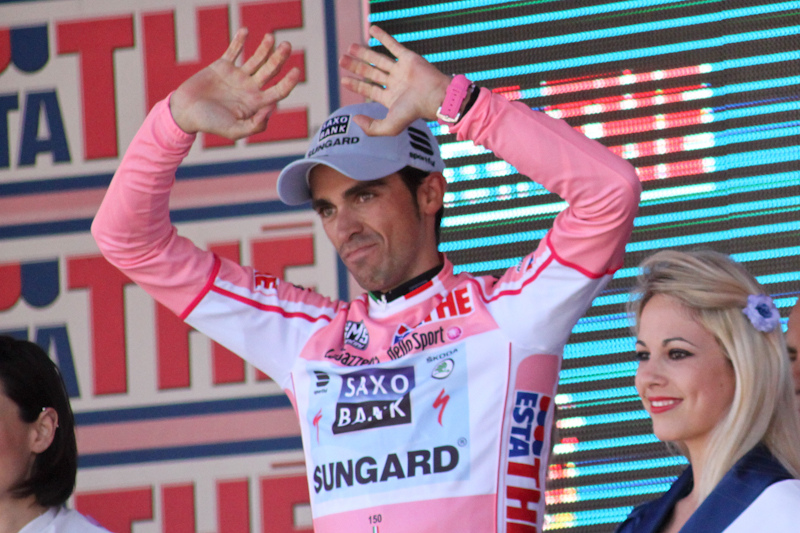
Alberto Contador al Giro d'Itàlia de 2011.

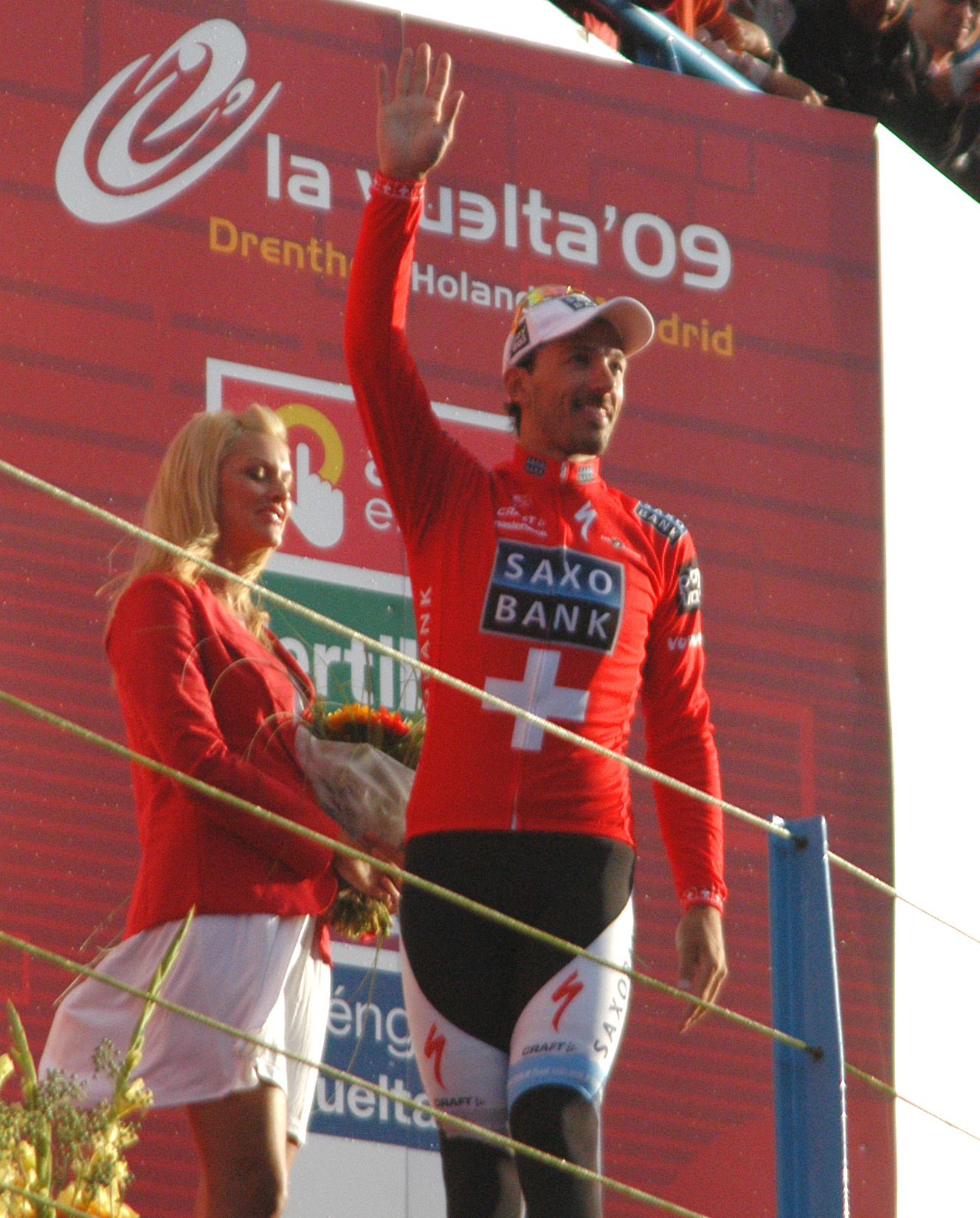
Fabian Cancellara a la Volta a Espanya 2009

  - 17 participacions (2000, 2001, 2002, 2003, 2004, 2005, 2006, 2007, 2008, 2009, 2010, 2011, 2012, 2013, 2014, 2015, 2016)
  - 27 victòries d'etapa:
    - 2 el 2001: Laurent Jalabert (2)
    - 3 el 2003: Tyler Hamilton, Carlos Sastre, Jakob Piil
    - 1 el 2004: Ivan Basso
    - 1 el 2005: David Zabriskie
    - 2 el 2006: Fränk Schleck, Jens Voigt
    - 2 el 2007: Fabian Cancellara (2)
    - 2 el 2008: Carlos Sastre, Kurt Asle Arvesen
    - 3 el 2009: Fabian Cancellara, Nicki Sørensen, Fränk Schleck
    - 4 el 2010: Fabian Cancellara (2), Andy Schleck (2)
    - 3 el 2014: Rafał Majka (2), Michael Rogers
    - 1 el 2015: Rafał Majka
    - 3 el 2016: Peter Sagan (3)

  -  2 victòries finals
    - 2008: Carlos Sastre
    - 2010: Andy Schleck[n 1]

  - Classificacions secundàries
    -  Classificació per equips: (2003, 2008 i 2013)
    -  Classificació de la muntanya: Laurent Jalabert (2001 i 2002), Rafał Majka (2014) i (2016)
    -  Classificació dels joves: Andy Schleck: (2008, 2009 i 2010)
    -  Classificació de la combativitat: Laurent Jalabert (2001, 2002), Chris Anker Sørensen (2012), Peter Sagan (2016)
    -  Classificació de la regularitat: Peter Sagan (2015) i (2016)

- Giro d'Itàlia
  - 13 participacions (2002, 2005, 2006, 2007, 2008, 2009, 2010, 2011, 2012, 2013, 2014, 2015, 2016)
  - 12 victòries d'etapa:
    - 1 el 2002: Tyler Hamilton
    - 3 el 2005: Ivan Basso (2), David Zabriskie
    - 4 el 2006: Ivan Basso (3), contrarellotge per equips
    - 1 el 2007: Kurt Asle Arvesen
    - 1 el 2008: Jens Voigt
    - 2 el 2010: Chris Anker Sørensen, Gustav Larsson
    - 2 el 2014: Michael Rogers (2)

  -  2 victòria final
    - 2006: Ivan Basso
    - 2015: Alberto Contador

  - Classificacions secundàries
    -  Classificació dels joves: Andy Schleck (2007) i Richie Porte (2010)

- Volta a Espanya
  - 13 participacions (2004, 2005, 2006, 2007, 2008, 2009, 2010, 2011, 2012, 2013), 2014, 2015, 2016
  - 12 victòries d'etapa 
    - 1 el 2005: Nicki Sørensen
    - 1 el 2006: contrarellotge per equips
    - 1 el 2008: Matti Breschel
    - 2 el 2009: Fabian Cancellara (2)
    - 1 el 2011: Juan José Haedo
    - 1 el 2012: Alberto Contador
    - 2 el 2013: Nicolas Roche i Michael Mørkøv
    - 2 el 2014: Alberto Contador (2)
    - 1 el 2015: Peter Sagan

  -  2 victòria final
    - 2012: Alberto Contador
    - 2014: Alberto Contador

  - Classificacions secundàries
    -  Classificació de la combinada: Alberto Contador (2014)
    -  Premi de la combativitat: Alberto Contador (2014) i (2016)

### Campionats nacionals
- Campionat d'Àustria en contrarellotge: 2006 (Peter Luttenberger)
- Campionat de Bèlgica en contrarellotge: 1999 (Marc Streel)
- Campionat de Dinamarca en ruta: 1999 (Nicolaj Bo Larsen), 2000 (Bo Hamburger), 2001 (Jakob Piil), 2002 (Michael Sandstød), 2003, 2008, 2010, 2011 (Nicki Sørensen), 2004 (Michael Blaudzun), 2005 (Lars Ytting Bak), 2006 (Allan Johansen), 2009 (Matti Breschel), 2013 (Michael Mørkøv, 2014 (Michael Valgren, 2015 (Chris Anker Sørensen)
- Campionat de Dinamarca en contrarellotge: 1999, 2000, 2002, 2004 (Michael Sandstød), 2001, 2003, 2005 (Michael Blaudzun), 2006 (Brian Vandborg), 2007, 2008, 2009 (Lars Ytting Bak), 2010 (Jakob Fuglsang), 2015 (Christopher Juul Jensen)
- Campionat d'Eslovàquia en ruta: 2015 (Peter Sagan), 2016 (Juraj Sagan)
- Campionat d'Eslovàquia en contrarellotge: 2015 (Peter Sagan)
- Campionat dels Estats Units en contrarellotge: 2006 i 2007 (David Zabriskie)
- Campionat de Letònia en ruta: 2000 (Arvis Piziks)
- Campionat de Luxemburg en ruta: 2005, 2008, 2010 (Fränk Schleck) i 2009 (Andy Schleck)
- Campionat de Luxemburg en contrarellotge: 2005 i 2010 (Andy Schleck)
- Campionat de Noruega en ruta: 2008 i 2009 (Kurt Asle Arvesen)
- Campionat de Noruega en contrarellotge: 2006 (Kurt Asle Arvesen)
- Campionat de Polònia en ruta: 2016 (Rafał Majka)
- Campionat de Polònia en contrarellotge: 2010 (Jarosław Marycz), 2016 (Maciej Bodnar)
- Campionat del Regne Unit en ruta: 2016 (Adam Blythe)
- Campionat de la República Txeca en ruta: 2016 (Roman Kreuziger)
- Campionat de Rússia en contrarellotge: 2005 (Vladímir Gússev)
- Campionat de Suècia en ruta: 2009 (Marcus Ljungqvist)
- Campionat de Suècia en contrarellotge: 2010 i 2011 (Gustav Larsson)
- Campionat de Suïssa en ruta: 2009 (Fabian Cancellara)
- Campionat de Suïssa en contrarellotge: 2006, 2007, 2008 (Fabian Cancellara)

## Composició de l'equip
| \| Llista de l'equip 2013 \| Llista de l'equip 2013 \| Llista de l'equip 2013 \| Llista de l'equip 2013 \| \| Ciclista \| Data de naixement \| Equip previ \| \| \| ---------------------------------------------- \| ---------------------- \| -------------------------------------- \| ---------------------- \| \| Jonas Aaen Jørgensen \| 20 de abril de 1986 \| Capinordic (2009) \| \| \| Daniele Bennati \| 24 de setembre de 1980 \| RadioShack-Nissan (2012) \| \| \| Manuele Boaro \| 12 de març de 1987 \| Trevigiani Dynamon Bottoli (2010) \| \| \| Matti Breschel \| 31 de agost de 1984 \| Rabobank (2012) \| \| \| Jonathan Cantwell \| 8 de gener de 1982 \| V Australia (2011) \| \| \| Mads Christensen \| 6 de abril de 1984 \| Glud & Marstrand-LRØ Rådgivning (2010) \| \| \| Alberto Contador Velasco \| 6 de desembre de 1982 \| Astana (2010) \| \| \| Timothy Duggan \| 14 de novembre de 1982 \| Liquigas-Cannondale (2012) \| \| \| Jesús Hernández Blázquez \| 28 de setembre de 1981 \| Astana (2010) \| \| \| Christopher Juul-Jensen \| 6 de juliol de 1989 \| Glud & Marstrand-LRØ (2011) \| \| \| Roman Kreuziger \| 6 de maig de 1986 \| Astana (2012) \| \| \| Karsten Kroon \| 29 de gener de 1976 \| BMC Racing Team (2011) \| \| \| Marko Kump \| 9 de setembre de 1988 \| Adria Mobil (2012) \| \| \| Anders Lund \| 14 de febrer de 1985 \| Leopard-Trek (2011) \| \| \| Rafał Majka \| 12 de setembre de 1989 \| Trevigiani Dynamon Bottoli (2011) \| \| \| Jay McCarthy \| 8 de setembre de 1992 \| Jayco-AIS (2012) \| \| \| Takashi Miyazawa \| 27 de febrer de 1978 \| Bridgestone Anchor (2005) \| \| \| Michael Mørkøv \| 30 de abril de 1985 \| GLS-Pakke Shop (2008) \| \| \| Benjamín Noval González \| 23 de gener de 1979 \| Astana (2010) \| \| \| Sérgio Paulinho \| 26 de març de 1980 \| Team RadioShack (2011) \| \| \| Ievgueni Petrov \| 25 de maig de 1978 \| Astana (2012) \| \| \| Bruno Pires \| 15 de maig de 1981 \| Leopard-Trek (2011) \| \| \| Nicolas Roche \| 3 de juliol de 1984 \| AG2R La Mondiale (2012) \| \| \| Michael Rogers (–18 de des) \| 20 de desembre de 1979 \| Team Sky (2012) \| \| \| Chris Anker Sørensen \| 5 de setembre de 1984 \| Designa Køkken (2006) \| \| \| Nicki Sørensen \| 14 de maig de 1975 \| Fakta (2000) \| \| \| Rory Sutherland \| 8 de febrer de 1982 \| UnitedHealthcare (2012) \| \| \| Matteo Tosatto \| 14 de maig de 1974 \| Quick Step (2010) \| \| \| Oliver Zaugg \| 9 de maig de 1981 \| RadioShack-Nissan (2012) \| \| \| Jesper Hansen (5 de ago–31 de des, aprenent) \| 23 de octubre de 1990 \| Cult Energy (2013) \| \| \| Paweł Poljański (1 de ago–31 de des, aprenent) \| 6 de maig de 1990 \| \| \| \| \| \| \| \| \| Fonts: ProCyclingStats Cycling Archives \| \| \| \| |                        |                                        |  |
| Llista de l'equip 2013 |                        |                                        |  |
| Ciclista | Data de naixement      | Equip previ                            |  |
| Jonas Aaen Jørgensen | 20 de abril de 1986    | Capinordic (2009)                      |  |
| Daniele Bennati | 24 de setembre de 1980 | RadioShack-Nissan (2012)               |  |
| Manuele Boaro | 12 de març de 1987     | Trevigiani Dynamon Bottoli (2010)      |  |
| Matti Breschel | 31 de agost de 1984    | Rabobank (2012)                        |  |
| Jonathan Cantwell | 8 de gener de 1982     | V Australia (2011)                     |  |
| Mads Christensen | 6 de abril de 1984     | Glud & Marstrand-LRØ Rådgivning (2010) |  |
| Alberto Contador Velasco | 6 de desembre de 1982  | Astana (2010)                          |  |
| Timothy Duggan | 14 de novembre de 1982 | Liquigas-Cannondale (2012)             |  |
| Jesús Hernández Blázquez | 28 de setembre de 1981 | Astana (2010)                          |  |
| Christopher Juul-Jensen | 6 de juliol de 1989    | Glud & Marstrand-LRØ (2011)            |  |
| Roman Kreuziger | 6 de maig de 1986      | Astana (2012)                          |  |
| Karsten Kroon | 29 de gener de 1976    | BMC Racing Team (2011)                 |  |
| Marko Kump | 9 de setembre de 1988  | Adria Mobil (2012)                     |  |
| Anders Lund | 14 de febrer de 1985   | Leopard-Trek (2011)                    |  |
| Rafał Majka | 12 de setembre de 1989 | Trevigiani Dynamon Bottoli (2011)      |  |
| Jay McCarthy | 8 de setembre de 1992  | Jayco-AIS (2012)                       |  |
| Takashi Miyazawa | 27 de febrer de 1978   | Bridgestone Anchor (2005)              |  |
| Michael Mørkøv | 30 de abril de 1985    | GLS-Pakke Shop (2008)                  |  |
| Benjamín Noval González | 23 de gener de 1979    | Astana (2010)                          |  |
| Sérgio Paulinho | 26 de març de 1980     | Team RadioShack (2011)                 |  |
| Ievgueni Petrov | 25 de maig de 1978     | Astana (2012)                          |  |
| Bruno Pires | 15 de maig de 1981     | Leopard-Trek (2011)                    |  |
| Nicolas Roche | 3 de juliol de 1984    | AG2R La Mondiale (2012)                |  |
| Michael Rogers (–18 de des) | 20 de desembre de 1979 | Team Sky (2012)                        |  |
| Chris Anker Sørensen | 5 de setembre de 1984  | Designa Køkken (2006)                  |  |
| Nicki Sørensen | 14 de maig de 1975     | Fakta (2000)                           |  |
| Rory Sutherland | 8 de febrer de 1982    | UnitedHealthcare (2012)                |  |
| Matteo Tosatto | 14 de maig de 1974     | Quick Step (2010)                      |  |
| Oliver Zaugg | 9 de maig de 1981      | RadioShack-Nissan (2012)               |  |
| Jesper Hansen (5 de ago–31 de des, aprenent) | 23 de octubre de 1990  | Cult Energy (2013)                     |  |
| Paweł Poljański (1 de ago–31 de des, aprenent) | 6 de maig de 1990      |                                        |  |
| |                        |                                        |  |
| Fonts: ProCyclingStats Cycling Archives |                        |                                        |  |

| \| Llista de l'equip 2014 \| Llista de l'equip 2014 \| Llista de l'equip 2014 \| Llista de l'equip 2014 \| \| Ciclista \| Data de naixement \| Equip previ \| \| \| ------------------------------------------------ \| ---------------------- \| ---------------------------------- \| ---------------------- \| \| Edward Beltrán (5 de març–31 de des) \| 18 de gener de 1990 \| EPM-UNE (2013) \| \| \| Daniele Bennati \| 24 de setembre de 1980 \| RadioShack-Nissan (2012) \| \| \| Manuele Boaro \| 12 de març de 1987 \| Trevigiani Dynamon Bottoli (2010) \| \| \| Matti Breschel \| 31 de agost de 1984 \| Rabobank (2012) \| \| \| Alberto Contador Velasco \| 6 de desembre de 1982 \| Astana (2010) \| \| \| Jesper Hansen \| 23 de octubre de 1990 \| Cult Energy (2013) \| \| \| Jesús Hernández Blázquez \| 28 de setembre de 1981 \| Astana (2010) \| \| \| Christopher Juul-Jensen \| 6 de juliol de 1989 \| Glud & Marstrand-LRØ (2011) \| \| \| Michal Kolář \| 21 de desembre de 1992 \| Dukla Trenčín Trek (2013) \| \| \| Roman Kreuziger (1 de gen–28 de juny) \| 6 de maig de 1986 \| Astana (2012) \| \| \| Karsten Kroon \| 29 de gener de 1976 \| BMC Racing Team (2011) \| \| \| Marko Kump \| 9 de setembre de 1988 \| Adria Mobil (2012) \| \| \| Rafał Majka \| 12 de setembre de 1989 \| Trevigiani Dynamon Bottoli (2011) \| \| \| Jay McCarthy \| 8 de setembre de 1992 \| Jayco-AIS (2012) \| \| \| Michael Mørkøv \| 30 de abril de 1985 \| GLS-Pakke Shop (2008) \| \| \| Sérgio Paulinho \| 26 de març de 1980 \| Team RadioShack (2011) \| \| \| Ievgueni Petrov \| 25 de maig de 1978 \| Astana (2012) \| \| \| Bruno Pires \| 15 de maig de 1981 \| Leopard-Trek (2011) \| \| \| Paweł Poljański \| 6 de maig de 1990 \| \| \| \| Nicolas Roche \| 3 de juliol de 1984 \| AG2R La Mondiale (2012) \| \| \| Michael Rogers (23 de abr–31 de des) \| 20 de desembre de 1979 \| Team Sky (2012) \| \| \| Ivan Rovni \| 30 de setembre de 1987 \| Ceramica Flaminia-Fondriest (2013) \| \| \| Chris Anker Sørensen \| 5 de setembre de 1984 \| Designa Køkken (2006) \| \| \| Nicki Sørensen \| 14 de maig de 1975 \| Fakta (2000) \| \| \| Rory Sutherland \| 8 de febrer de 1982 \| UnitedHealthcare (2012) \| \| \| Matteo Tosatto \| 14 de maig de 1974 \| Quick Step (2010) \| \| \| Nikolai Trússov \| 2 de juliol de 1985 \| De Rijke-Shanks (2013) \| \| \| Michael Valgren Andersen \| 7 de febrer de 1992 \| Cult Energy (2013) \| \| \| Oliver Zaugg \| 9 de maig de 1981 \| RadioShack-Nissan (2012) \| \| \| Rasmus Guldhammer (1 de ago–31 de des, aprenent) \| 9 de març de 1989 \| Blue Water (2013) \| \| \| \| \| \| \| \| Fonts: ProCyclingStats Cycling Archives \| \| \| \| |                        |                                    |  |
| Llista de l'equip 2014 |                        |                                    |  |
| Ciclista | Data de naixement      | Equip previ                        |  |
| Edward Beltrán (5 de març–31 de des) | 18 de gener de 1990    | EPM-UNE (2013)                     |  |
| Daniele Bennati | 24 de setembre de 1980 | RadioShack-Nissan (2012)           |  |
| Manuele Boaro | 12 de març de 1987     | Trevigiani Dynamon Bottoli (2010)  |  |
| Matti Breschel | 31 de agost de 1984    | Rabobank (2012)                    |  |
| Alberto Contador Velasco | 6 de desembre de 1982  | Astana (2010)                      |  |
| Jesper Hansen | 23 de octubre de 1990  | Cult Energy (2013)                 |  |
| Jesús Hernández Blázquez | 28 de setembre de 1981 | Astana (2010)                      |  |
| Christopher Juul-Jensen | 6 de juliol de 1989    | Glud & Marstrand-LRØ (2011)        |  |
| Michal Kolář | 21 de desembre de 1992 | Dukla Trenčín Trek (2013)          |  |
| Roman Kreuziger (1 de gen–28 de juny) | 6 de maig de 1986      | Astana (2012)                      |  |
| Karsten Kroon | 29 de gener de 1976    | BMC Racing Team (2011)             |  |
| Marko Kump | 9 de setembre de 1988  | Adria Mobil (2012)                 |  |
| Rafał Majka | 12 de setembre de 1989 | Trevigiani Dynamon Bottoli (2011)  |  |
| Jay McCarthy | 8 de setembre de 1992  | Jayco-AIS (2012)                   |  |
| Michael Mørkøv | 30 de abril de 1985    | GLS-Pakke Shop (2008)              |  |
| Sérgio Paulinho | 26 de març de 1980     | Team RadioShack (2011)             |  |
| Ievgueni Petrov | 25 de maig de 1978     | Astana (2012)                      |  |
| Bruno Pires | 15 de maig de 1981     | Leopard-Trek (2011)                |  |
| Paweł Poljański | 6 de maig de 1990      |                                    |  |
| Nicolas Roche | 3 de juliol de 1984    | AG2R La Mondiale (2012)            |  |
| Michael Rogers (23 de abr–31 de des) | 20 de desembre de 1979 | Team Sky (2012)                    |  |
| Ivan Rovni | 30 de setembre de 1987 | Ceramica Flaminia-Fondriest (2013) |  |
| Chris Anker Sørensen | 5 de setembre de 1984  | Designa Køkken (2006)              |  |
| Nicki Sørensen | 14 de maig de 1975     | Fakta (2000)                       |  |
| Rory Sutherland | 8 de febrer de 1982    | UnitedHealthcare (2012)            |  |
| Matteo Tosatto | 14 de maig de 1974     | Quick Step (2010)                  |  |
| Nikolai Trússov | 2 de juliol de 1985    | De Rijke-Shanks (2013)             |  |
| Michael Valgren Andersen | 7 de febrer de 1992    | Cult Energy (2013)                 |  |
| Oliver Zaugg | 9 de maig de 1981      | RadioShack-Nissan (2012)           |  |
| Rasmus Guldhammer (1 de ago–31 de des, aprenent) | 9 de març de 1989      | Blue Water (2013)                  |  |
| |                        |                                    |  |
| Fonts: ProCyclingStats Cycling Archives |                        |                                    |  |

| \| Llista de l'equip 2015 \| Llista de l'equip 2015 \| Llista de l'equip 2015 \| Llista de l'equip 2015 \| \| Ciclista \| Data de naixement \| Equip previ \| \| \| -------------------------------------------------- \| ---------------------- \| ---------------------------------- \| ---------------------- \| \| Ivan Basso \| 26 de novembre de 1977 \| Cannondale (2014) \| \| \| Edward Beltrán \| 18 de gener de 1990 \| Nankang-Fondriest (2014) \| \| \| Daniele Bennati \| 24 de setembre de 1980 \| RadioShack-Nissan (2012) \| \| \| Manuele Boaro \| 12 de març de 1987 \| Trevigiani Dynamon Bottoli (2010) \| \| \| Maciej Bodnar \| 7 de març de 1985 \| Cannondale (2014) \| \| \| Matti Breschel \| 31 de agost de 1984 \| Rabobank (2012) \| \| \| Pàvel Brut \| 29 de gener de 1982 \| Katusha (2014) \| \| \| Alberto Contador Velasco \| 6 de desembre de 1982 \| Astana (2010) \| \| \| Jesper Hansen \| 23 de octubre de 1990 \| Cult Energy (2013) \| \| \| Jesús Hernández Blázquez \| 28 de setembre de 1981 \| Astana (2010) \| \| \| Christopher Juul-Jensen \| 6 de juliol de 1989 \| Glud & Marstrand-LRØ (2011) \| \| \| Robert Kišerlovski \| 9 de agost de 1986 \| Trek Factory Racing (2014) \| \| \| Michal Kolář \| 21 de desembre de 1992 \| Dukla Trenčín Trek (2013) \| \| \| Roman Kreuziger \| 6 de maig de 1986 \| Astana (2012) \| \| \| Rafał Majka \| 12 de setembre de 1989 \| Trevigiani Dynamon Bottoli (2011) \| \| \| Jay McCarthy \| 8 de setembre de 1992 \| Jayco-AIS (2012) \| \| \| Michael Mørkøv \| 30 de abril de 1985 \| GLS-Pakke Shop (2008) \| \| \| Sérgio Paulinho \| 26 de març de 1980 \| Team RadioShack (2011) \| \| \| Ievgueni Petrov \| 25 de maig de 1978 \| Astana (2012) \| \| \| Bruno Pires \| 15 de maig de 1981 \| Leopard-Trek (2011) \| \| \| Paweł Poljański \| 6 de maig de 1990 \| \| \| \| Michael Rogers \| 20 de desembre de 1979 \| Team Sky (2012) \| \| \| Ivan Rovni \| 30 de setembre de 1987 \| Ceramica Flaminia-Fondriest (2013) \| \| \| Juraj Sagan \| 23 de desembre de 1988 \| Cannondale (2014) \| \| \| Peter Sagan \| 26 de gener de 1990 \| Cannondale (2014) \| \| \| Chris Anker Sørensen \| 5 de setembre de 1984 \| Designa Køkken (2006) \| \| \| Matteo Tosatto \| 14 de maig de 1974 \| Quick Step (2010) \| \| \| Nikolai Trússov \| 2 de juliol de 1985 \| De Rijke-Shanks (2013) \| \| \| Michael Valgren Andersen \| 7 de febrer de 1992 \| Cult Energy (2013) \| \| \| Oliver Zaugg \| 9 de maig de 1981 \| RadioShack-Nissan (2012) \| \| \| Michael Gogl (1 de ago–31 de des, aprenent) \| 4 de novembre de 1993 \| Gebrüder Weiss-Oberndorfer (2014) \| \| \| Felix Großschartner (1 de ago–31 de des, aprenent) \| 23 de desembre de 1993 \| Felbermayr Simplon Wels (2015) \| \| \| Antwan Tolhoek (1 de ago–31 de des, aprenent) \| 29 de abril de 1994 \| De Jonge Renner (2014) \| \| \| \| \| \| \| \| Fonts: ProCyclingStats Cycling Archives \| \| \| \| |                        |                                    |  |
| Llista de l'equip 2015 |                        |                                    |  |
| Ciclista | Data de naixement      | Equip previ                        |  |
| Ivan Basso | 26 de novembre de 1977 | Cannondale (2014)                  |  |
| Edward Beltrán | 18 de gener de 1990    | Nankang-Fondriest (2014)           |  |
| Daniele Bennati | 24 de setembre de 1980 | RadioShack-Nissan (2012)           |  |
| Manuele Boaro | 12 de març de 1987     | Trevigiani Dynamon Bottoli (2010)  |  |
| Maciej Bodnar | 7 de març de 1985      | Cannondale (2014)                  |  |
| Matti Breschel | 31 de agost de 1984    | Rabobank (2012)                    |  |
| Pàvel Brut | 29 de gener de 1982    | Katusha (2014)                     |  |
| Alberto Contador Velasco | 6 de desembre de 1982  | Astana (2010)                      |  |
| Jesper Hansen | 23 de octubre de 1990  | Cult Energy (2013)                 |  |
| Jesús Hernández Blázquez | 28 de setembre de 1981 | Astana (2010)                      |  |
| Christopher Juul-Jensen | 6 de juliol de 1989    | Glud & Marstrand-LRØ (2011)        |  |
| Robert Kišerlovski | 9 de agost de 1986     | Trek Factory Racing (2014)         |  |
| Michal Kolář | 21 de desembre de 1992 | Dukla Trenčín Trek (2013)          |  |
| Roman Kreuziger | 6 de maig de 1986      | Astana (2012)                      |  |
| Rafał Majka | 12 de setembre de 1989 | Trevigiani Dynamon Bottoli (2011)  |  |
| Jay McCarthy | 8 de setembre de 1992  | Jayco-AIS (2012)                   |  |
| Michael Mørkøv | 30 de abril de 1985    | GLS-Pakke Shop (2008)              |  |
| Sérgio Paulinho | 26 de març de 1980     | Team RadioShack (2011)             |  |
| Ievgueni Petrov | 25 de maig de 1978     | Astana (2012)                      |  |
| Bruno Pires | 15 de maig de 1981     | Leopard-Trek (2011)                |  |
| Paweł Poljański | 6 de maig de 1990      |                                    |  |
| Michael Rogers | 20 de desembre de 1979 | Team Sky (2012)                    |  |
| Ivan Rovni | 30 de setembre de 1987 | Ceramica Flaminia-Fondriest (2013) |  |
| Juraj Sagan | 23 de desembre de 1988 | Cannondale (2014)                  |  |
| Peter Sagan | 26 de gener de 1990    | Cannondale (2014)                  |  |
| Chris Anker Sørensen | 5 de setembre de 1984  | Designa Køkken (2006)              |  |
| Matteo Tosatto | 14 de maig de 1974     | Quick Step (2010)                  |  |
| Nikolai Trússov | 2 de juliol de 1985    | De Rijke-Shanks (2013)             |  |
| Michael Valgren Andersen | 7 de febrer de 1992    | Cult Energy (2013)                 |  |
| Oliver Zaugg | 9 de maig de 1981      | RadioShack-Nissan (2012)           |  |
| Michael Gogl (1 de ago–31 de des, aprenent) | 4 de novembre de 1993  | Gebrüder Weiss-Oberndorfer (2014)  |  |
| Felix Großschartner (1 de ago–31 de des, aprenent) | 23 de desembre de 1993 | Felbermayr Simplon Wels (2015)     |  |
| Antwan Tolhoek (1 de ago–31 de des, aprenent) | 29 de abril de 1994    | De Jonge Renner (2014)             |  |
| |                        |                                    |  |
| Fonts: ProCyclingStats Cycling Archives |                        |                                    |  |

| \| Llista de l'equip 2016 \| Llista de l'equip 2016 \| Llista de l'equip 2016 \| Llista de l'equip 2016 \| \| Ciclista \| Data de naixement \| Equip previ \| \| \| -------------------------------------------------------- \| ---------------------- \| ---------------------------------- \| ---------------------- \| \| Erik Baška \| 12 de gener de 1994 \| AWT-Greenway (2015) \| \| \| Daniele Bennati \| 24 de setembre de 1980 \| RadioShack-Nissan (2012) \| \| \| Adam Blythe \| 1 de octubre de 1989 \| Orica-GreenEDGE (2015) \| \| \| Manuele Boaro \| 12 de març de 1987 \| Trevigiani Dynamon Bottoli (2010) \| \| \| Maciej Bodnar \| 7 de març de 1985 \| Cannondale (2014) \| \| \| Pàvel Brut \| 29 de gener de 1982 \| Katusha (2014) \| \| \| Alberto Contador Velasco \| 6 de desembre de 1982 \| Astana (2010) \| \| \| Oscar Gatto \| 1 de gener de 1985 \| Androni Giocattoli-Sidermec (2015) \| \| \| Michael Gogl \| 4 de novembre de 1993 \| Tirol Cycling Team (2015) \| \| \| Jesper Hansen \| 23 de octubre de 1990 \| Cult Energy (2013) \| \| \| Jesús Hernández Blázquez \| 28 de setembre de 1981 \| Astana (2010) \| \| \| Robert Kišerlovski \| 9 de agost de 1986 \| Trek Factory Racing (2014) \| \| \| Michal Kolář \| 21 de desembre de 1992 \| Dukla Trenčín Trek (2013) \| \| \| Roman Kreuziger \| 6 de maig de 1986 \| Astana (2012) \| \| \| Rafał Majka \| 12 de setembre de 1989 \| Trevigiani Dynamon Bottoli (2011) \| \| \| Jay McCarthy \| 8 de setembre de 1992 \| Jayco-AIS (2012) \| \| \| Sérgio Paulinho \| 26 de març de 1980 \| Team RadioShack (2011) \| \| \| Ievgueni Petrov \| 25 de maig de 1978 \| Astana (2012) \| \| \| Paweł Poljański \| 6 de maig de 1990 \| \| \| \| Michael Rogers (1 de gen–25 de abr, Nota) \| 20 de desembre de 1979 \| Team Sky (2012) \| \| \| Ivan Rovni \| 30 de setembre de 1987 \| Ceramica Flaminia-Fondriest (2013) \| \| \| Juraj Sagan \| 23 de desembre de 1988 \| Cannondale (2014) \| \| \| Peter Sagan \| 26 de gener de 1990 \| Cannondale (2014) \| \| \| Matteo Tosatto \| 14 de maig de 1974 \| Quick Step (2010) \| \| \| Iuri Trofímov \| 26 de gener de 1984 \| Katusha (2015) \| \| \| Nikolai Trússov \| 2 de juliol de 1985 \| De Rijke-Shanks (2013) \| \| \| Michael Valgren Andersen \| 7 de febrer de 1992 \| Cult Energy (2013) \| \| \| Davide Ballerini (1 de ago–31 de des, aprenent) \| 21 de setembre de 1994 \| Unieuro Wilier (2015) \| \| \| Lorenzo Fortunato (1 de ago–31 de des, aprenent) \| 9 de maig de 1996 \| \| \| \| Andrea Montagnoli (1 de ago–31 de des, aprenent) \| 27 de juliol de 1995 \| \| \| \| \| \| \| \| \| Fonts: ProCyclingStats Cycling Quotient Cycling Archives \| \| \| \|Nota: Michael Rogers, retirada esportiva |                        |                                    |  |
| Llista de l'equip 2016 |                        |                                    |  |
| Ciclista | Data de naixement      | Equip previ                        |  |
| Erik Baška | 12 de gener de 1994    | AWT-Greenway (2015)                |  |
| Daniele Bennati | 24 de setembre de 1980 | RadioShack-Nissan (2012)           |  |
| Adam Blythe | 1 de octubre de 1989   | Orica-GreenEDGE (2015)             |  |
| Manuele Boaro | 12 de març de 1987     | Trevigiani Dynamon Bottoli (2010)  |  |
| Maciej Bodnar | 7 de març de 1985      | Cannondale (2014)                  |  |
| Pàvel Brut | 29 de gener de 1982    | Katusha (2014)                     |  |
| Alberto Contador Velasco | 6 de desembre de 1982  | Astana (2010)                      |  |
| Oscar Gatto | 1 de gener de 1985     | Androni Giocattoli-Sidermec (2015) |  |
| Michael Gogl | 4 de novembre de 1993  | Tirol Cycling Team (2015)          |  |
| Jesper Hansen | 23 de octubre de 1990  | Cult Energy (2013)                 |  |
| Jesús Hernández Blázquez | 28 de setembre de 1981 | Astana (2010)                      |  |
| Robert Kišerlovski | 9 de agost de 1986     | Trek Factory Racing (2014)         |  |
| Michal Kolář | 21 de desembre de 1992 | Dukla Trenčín Trek (2013)          |  |
| Roman Kreuziger | 6 de maig de 1986      | Astana (2012)                      |  |
| Rafał Majka | 12 de setembre de 1989 | Trevigiani Dynamon Bottoli (2011)  |  |
| Jay McCarthy | 8 de setembre de 1992  | Jayco-AIS (2012)                   |  |
| Sérgio Paulinho | 26 de març de 1980     | Team RadioShack (2011)             |  |
| Ievgueni Petrov | 25 de maig de 1978     | Astana (2012)                      |  |
| Paweł Poljański | 6 de maig de 1990      |                                    |  |
| Michael Rogers (1 de gen–25 de abr, Nota) | 20 de desembre de 1979 | Team Sky (2012)                    |  |
| Ivan Rovni | 30 de setembre de 1987 | Ceramica Flaminia-Fondriest (2013) |  |
| Juraj Sagan | 23 de desembre de 1988 | Cannondale (2014)                  |  |
| Peter Sagan | 26 de gener de 1990    | Cannondale (2014)                  |  |
| Matteo Tosatto | 14 de maig de 1974     | Quick Step (2010)                  |  |
| Iuri Trofímov | 26 de gener de 1984    | Katusha (2015)                     |  |
| Nikolai Trússov | 2 de juliol de 1985    | De Rijke-Shanks (2013)             |  |
| Michael Valgren Andersen | 7 de febrer de 1992    | Cult Energy (2013)                 |  |
| Davide Ballerini (1 de ago–31 de des, aprenent) | 21 de setembre de 1994 | Unieuro Wilier (2015)              |  |
| Lorenzo Fortunato (1 de ago–31 de des, aprenent) | 9 de maig de 1996      |                                    |  |
| Andrea Montagnoli (1 de ago–31 de des, aprenent) | 27 de juliol de 1995   |                                    |  |
| |                        |                                    |  |
| Fonts: ProCyclingStats Cycling Quotient Cycling Archives |                        |                                    |  |

## Classificacions UCI
Fins al 1998 els equips ciclistes es trobaven classificats dins l'UCI en una única categoria. El 1999 la classificació UCI per equips es dividí entre GSI, GSII i GSIII. D'acord amb aquesta classificació els Grups Esportius I són la primera categoria dels equips ciclistes professionals. Amb excepció del 1999, l'equip sempre formarà part de la primera categoria dels equips ciclistes professionals, la GSI. La següent classificació estableix la posició de l'equip en finalitzar la temporada.
| Temporada | Classificació per equips | Millor ciclista en la classificació individual |
| --------- | ------------------------ | ---------------------------------------------- |
| 1998      | 32è                      | Arvis Piziks (121è)                            |
| 1999      | 1r (GSII)                | Nicolaj Bo Larsen (64è)                        |
| 2000      | 19è                      | Tristan Hoffman (54è)                          |
| 2001      | 16è                      | Laurent Jalabert (21è)                         |
| 2002      | 10è                      | Laurent Jalabert (14è)                         |
| 2003      | 11è                      | Tyler Hamilton (11è)                           |
| 2004      | 2n                       | Ivan Basso (11è)                               |

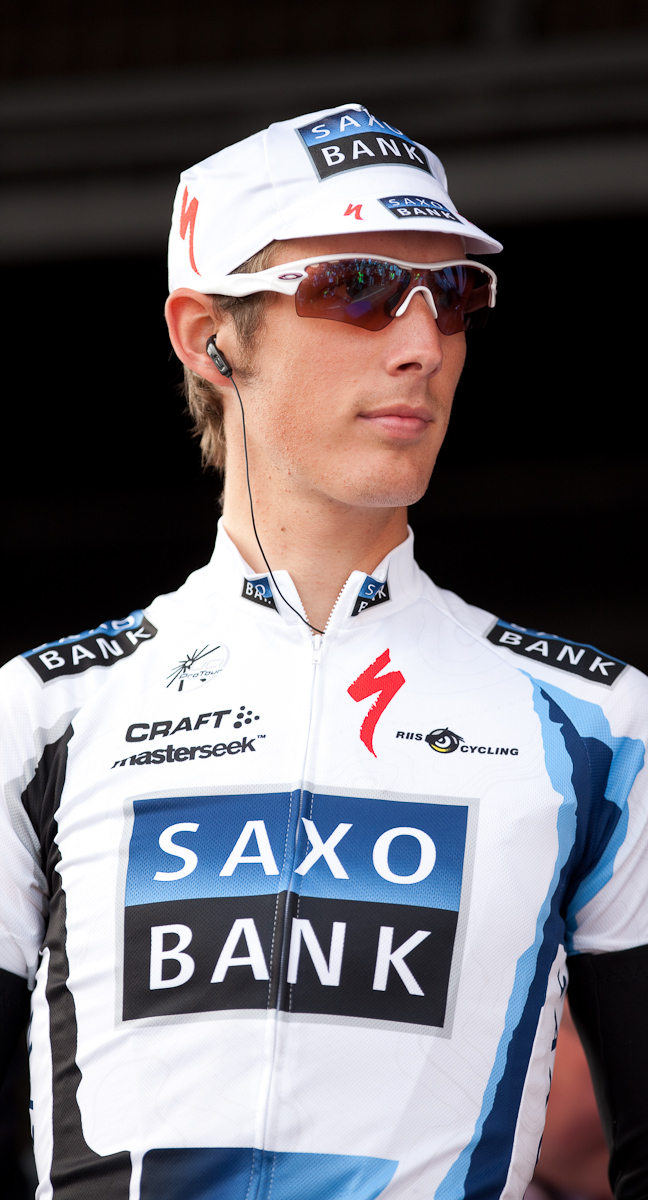
Andy Schleck, quart en la classificació mundial UCI 2009

A partir del 2005, l'equip s'integra al ProTour. La taula presenta les classificacions de l'equip al circuit, així com el millor ciclista individual.
| Temporada | Classificació per equips | Millor ciclista en la classificació individual |
| --------- | ------------------------ | ---------------------------------------------- |
| 2005      | 1r                       | Bobby Julich (9è)                              |
| 2006      | 1r                       | Fränk Schleck (3r)                             |
| 2007      | 1r                       | Carlos Sastre (12è)                            |
| 2008      | 3r                       | Jens Voigt (17è)                               |

El 2009 la classificació del ProTour és substituïda per la Classificació mundial UCI.
| Temporada | Classificació per equips | Millor ciclista en la classificació individual |
| --------- | ------------------------ | ---------------------------------------------- |
| 2009      | 4t                       | Andy Schleck (4t)                              |
| 2010      | 1r                       | Andy Schleck (9è)                              |

El 2011 la Classificació mundial UCI passa a ser l'UCI World Tour.
| Temporada | Classificació per equips | Millor ciclista en la classificació individual |
| --------- | ------------------------ | ---------------------------------------------- |
| 2011      | 18è                      | Nick Nuyens (44è)                              |
| 2012      | 15è                      | Alberto Contador (12è)                         |
| 2013      | 6è                       | Roman Kreuziger (11è)                          |
| 2014      | 3r                       | Roman Kreuziger (2n)                           |
| 2015      | 7è                       | Alberto Contador (7è)                          |
| 2016      | 2n                       | Peter Sagan (1r)                               |

El 2005, l'equip també participà en alguna prova de l'UCI Europa Tour.
UCI Europa Tour
| Temporada | Classificació per equips | Millor ciclista en la classificació individual |
| --------- | ------------------------ | ---------------------------------------------- |
| 2005      | 114è                     | Chris Anker Sørensen (1134è)                   |